# Haardtrand – Am Eichelberg
Das Naturschutzgebiet Haardtrand – Am Eichelberg liegt im Landkreis Südliche Weinstraße in Rheinland-Pfalz. Das etwa 15,5 ha große Gebiet, das im Jahr 1992 unter Naturschutz gestellt wurde, erstreckt sich westlich der Ortsgemeinde Maikammer. Westlich und am südlichen Rand des Gebietes verläuft die Landesstraße 515, südlich fließt der Alsterweiler Bach.